# Minuut (tijd)
De minuut is een eenheid van tijd. Eén minuut bestaat uit 60 seconden, en er gaan 60 minuten in een uur. De minuut valt niet onder de SI-eenheden maar behoort wel tot de eenheden waarvan het gebruik in combinatie met SI-eenheden wordt aanvaard; het symbool is min zonder afsluitende punt. Het gebruik van de afkorting 'min.' of de letter m is niet officieel. In samengestelde tijdsaanduidingen wordt ook een minuutteken (′) gebruikt. Dit is niet hetzelfde als een apostrof (’).
In de natuurkunde wordt de minuut over het algemeen niet gebruikt, en zeker niet afgekort.
De naam minuut komt uit het Latijn, waar de indeling van het uur in minuten als pars minuta prima werd aangeduid, hetgeen 'eerste kleine deel' betekent. Ook de term seconde, voluit pars minuta seconda, stamt uit deze systematiek, van 'volgende' of 'tweede kleine deel'.
In één minuut tijd draait de aarde 15 boogminuten om haar as. Voor tijdstudies zal soms de centiminuut voorkomen. Deze tijdseenheid duidt 1/100 van een minuut aan en staat dus gelijk aan 0,6 seconden.
Een minuut telt zestig seconden en een uur zestig minuten. Waarschijnlijk is het getal 60 gekozen omdat dit gemakkelijk verdeelbaar is in gehele delen. Een halve minuut is 30 seconden, een derde minuut is 20 seconden, een kwart 15, een vijfde 12, een zesde 10 enzovoort. Daarom zijn Babylonische astronomen als eerste 'sexagesimale getallen' gaan gebruiken, dus met basis 60, en is dit later door anderen overgenomen.